# Ернст-Волфганг Бьокенфьорде
Ернст-Волфганг Бьокенфьорде (на немски: Ernst-Wolfgang Böckenförde) е германски юрист.

## Биография
Роден е на 19 септември 1930 година в Касел в семейството на лесничей. През 1956 година защитава докторат по право в Мюнстерския университет, а през 1960 година – по история в Мюнхенския университет. През 1964 година се хабилитира, след което преподава в Хайделбергския (1964 – 1969), Билефелдския (1969 – 1977) и Фрайбургския университет (1977 – 1995). През 1983 – 1996 година е член на Федералния конституционен съд на Германия.